# Отечественный фронт (Болгария)
Отечественный фронт (болг. Отечествен фронт) — коалиция, созданная в Болгарии во время Второй мировой войны левыми антифашистскими партиями.

## 1942—1944
Отечественный фронт возник летом 1942 года по инициативе БРП как широкая коалиция антифашистских сил. В состав Отечественного фронта вошли:
- политическая группа «Звено»
- Болгарская рабочая партия (БРП)
- одна из фракций Болгарского земледельческого народного союза
- Болгарская рабочая социал-демократическая партия (объединённая)

17 июля 1942 г. в передаче нелегальной радиостанции им. Христо Ботева была озвучена программа Отечественного фронта. Приоритетными задачами движения были названы: разрыв союзнических отношений с Третьим Рейхом, установление отношений дружбы и сотрудничества с СССР и другими народами, которые сражались против фашизма, свержение антинародной, прогитлеровской власти, восстановление конституции и формирование национального правительства, пользующегося доверием народа Болгарии.
Программа предусматривала создание комитетов движения во всех населённых пунктах страны. В конце 1942 года в Болгарии действовали 136 комитетов «Отечественного фронта», в конце августа 1944 года — 678 комитетов, в составе которых насчитывалось 3855 человек.
10 августа 1943 г. был сформирован Национальный комитет Отечественного фронта.
В начале 1944 года в составе Отечественного фронта был создан Военный союз при Отечественном фронте — организация, объединявшая офицеров болгарской армии.
6 августа 1944 года по итогам совещания представителей оппозиционных сил была принята «Декларация тринадцати», четверо из подписавших являлись руководителями Отечественного фронта.
9 сентября 1944 года ОФ совершил переворот, в результате которого правительство Кимона Георгиева объявило войну Германии.
17 сентября 1944 года была опубликована «Правительственная программа Отечественного фронта» — программный документ, устанавливавший приоритеты внутренней и внешней политики Болгарии.

## 1945—1990
В сентябре 1945 года в состав Отечественного фронта вошла радикальная партия.
18 ноября 1945 года Отечественный фронт победил на выборах в Народное собрание, за кандидатов фронта проголосовали 88,2 % избирателей.
По инициативе Отечественного фронта 8 сентября 1946 года был проведён всенародный референдум, по результатам которого 15 сентября 1946 года было провозглашено создание Народной Республики Болгария.
В феврале 1948 года на II съезде Отечественного фронта было принято решение о преобразовании фронта из коалиции в единую общественно-политическую организацию, приняты программа и устав Отечественного фронта.
После II съезда, в 1948 году в состав Отечественного фронта вступили беспартийные общественные организации: Общий рабочий профессиональный союз, Болгарский народный женский союз, Союз народной молодёжи и Союз борцов против фашизма. В результате, к июлю 1948 года численность Отечественного фронта достигла 1 млн человек.
В 1950 году в Отечественном фронте состояло 1 млн человек.
В последующие десятилетия Отечественный фронт продолжил своё существование как коалиция, в которой доминирующие позиции заняла БКП, в которой осталась и часть БЗНС, а также (до присоединения к БРП) часть БРСДП(о) во главе с Костой Лупчевым. Остальные партии прекратили свою деятельность.
По состоянию на 1969 год, в Отечественном фронте состояло 3772,8 тыс. человек.
В мае 1969 года фронт получил право законодательной инициативы (выдвижения и обсуждения законопроектов), право выдвижения кандидатов в местные органы власти и Национальное собрание, а местные комитеты фронта получили право контроля за деятельностью предприятий и учреждений, работающих в коммунально-бытовой и социально-культурной сфере.
В 1972 году состоялся VII-й съезд Отечественного фронта.
По состоянию на май 1987 года, в Отечественном фронте состояло 4,5 млн человек.
По состоянию на 1988 год, в Отечественном фронте состояло около 4,4 млн человек.
В 1990-е годы ОФ был переименован в Отечественный союз /ОС/ и продолжает функционировать как гражданская,неправительственная, патриотическая организация.

## Главы ОФ (ОС)
- Георгий Димитров – 1949
- Енчо Стайков – 1957 – 1967
- Боян Болгаранов – 1967 – 1972
- Георгий Трайков – 1972 – 1974
- Пенчо Кубадински – 1974 – 1989
- Живко Живков – 1989 – 1990
- Гиньо Ганев – 1990 – 2005
- Симеон Симеонов – 2005 – по н.вр.

## Дополнительная информация
- Официальным печатным изданием Отечественного фронта являлась ежедневная газета «Отечественный фронт»[4], выходившая с 1942 года[9].

## Организационная структура
Высший орган — конгресс (конгресът), между конгрессами — национальный комитет (националният комитет), местные органы — областные комитеты (областният комитет), окружные комитеты, общинные комитеты (общински комитет).